# Семенов Леонід Іванович
Леонід Іванович Семенов (1878, село Чекан, Бугульманський повіт, Самарська губернія — 1965) — астроном, директор Миколаївської астрономічної обсерваторії.

## Життєпис
Народився сім'ї канцелярського службовця повітового земства.
1897 року закінчив Самарське реальне училище.
У 1904 — 1908 роках навчався на фізико-математичному факультеті Страсбурзького університету/ У 1908 році після закінчення Страсбурзького університету був зарахований до штату Головної астрономічної обсерваторії в Пулкові. У 1910 році його нагородили премією Російського астрономічного товариства за роботи з дослідження змін широти, а в 1920 році він здобув премію Головної палати Мір і Терезів за брошуру про метричну систему мір. 1911 захистив дисертацію і отримав ступінь доктора природної філософії Страсбурзького університету.
У 1923 — 1951 роках завідував Миколаївським відділенням ДАТ АН СРСР.
У 1935 році він отримав ступінь доктора астрономії, а в 1938 році затверджений у званні професора.
Помер 1965 року і похований у м. Миколаєві.

## Вчені ступеня та звання
- Доктор природничої філософії (1911)
- Доктор фізико-математичних наук (1935)
- Професор (1938)